# Absolutely Fabulous
Absolutely Fabulous - Ab Fab - (pt: Absolutamente Fabulosas) é uma série de televisão britânica escrita pela co-autora de French and Saunders, Jennifer Saunders, vencedora de vários prémios entre os quais, 14 prémios internacionais, 2 Emmy e 3 BAFTA.
Em 2011 a BBC anunciou o regresso da série com três episódios especiais, por forma a marcar o seu vigésimo aniversário, tendo sido o primeiro transmitido no dia 25 de dezembro de 2011, o segundo em janeiro de 2012 e o último em data a coincidir com os Jogos Olímpicos 2012, realizados em Londres.
Em 2016 foi anunciado que a série iria ter uma versão em filme, com estreia no Reino Unido a 1 de Julho. 

## Sinopse
Ab Fab gira em torno de Edina Monsoon (Jennifer Saunders) e dos seus vícios por moda, álcool e drogas; da sua filha politicamente correcta, Saffy "darling" (Julia Sawalha) e da amiga de Edina, a excêntrica Patsy Stone (Joanna Lumley). Ab Fab e as suas personagens retratam de forma satírica pessoas e a sociedade consumista.

## Episódios
| Temporada | Temporada | Temporada | Episódios        | Transmissão original | Transmissão original |
| Temporada | Temporada | Temporada | Episódios        | Estreia              | Final                |
| --------- | --------- | --------- | ---------------- | -------------------- | -------------------- |
|           | 1         | 1         | 6                | 12 novembro 1992     | 17 dezembro 1992     |
|           | 2         | 2         | 6                | 27 janeiro 1994      | 10 março 1994        |
|           | 3         | 3         | 6 + 2 especiais  | 30 março 1995        | 11 maio 1995         |
|           | 4         | 4         | 6 + 1 especial   | 31 agosto 2001       | 5 outubro 2001       |
|           | 5         | 5         | 7                | 17 outubro 2003      | 5 dezembro 2003      |
|           | Especiais | 2003–05   | 3                | 24 dezembro 2003     | 3 novembro 2005      |
| 2011–12   | Especiais | 3         | 25 dezembro 2011 |                      |                      |

## Elenco

### Principal
- Jennifer Saunders - Edina Monsoon
- Joanna Lumley - Patsy Stone
- Julia Sawalha - Saffron Monsoon - Filha de Edina
- June Whitfield - Mother - Mãe de Edina
- Jane Horrocks - Bubble, Katy Grin, Lola

### Secundário
- Christopher Ryan - Marshall Turtle
- Mo Gaffney - Bo Turtle (née Crysalis)
- Christopher Malcolm - Justin
- Helen Lederer - Catriona
- Harriet Thorpe - Fleur
- Naoko Mori - Sarah (série 1 a 5)
- Gary Beadle - Oliver (série 1, série 3 e 1996 Especial)
- Kathy Burke - Magda (série 1 a 1996 Special)
- Tilly Blackwood - Lady Candida De Denison-Bender (série 4)
- Felix Dexter - John Johnstone (série 5 e 2003 Especial)
- Celia Imrie - Claudia Bing (série  3 3 4)
- Miranda Richardson - Bettina (série  2 e 2004 Especial)
- Patrick Barlow - Max (série  2 e 2004 Especial)
- Dora Bryan - Millie/Dolly (1996 Especial e série  4)
- Eleanor Bron - Mãe de Patsy (série 1, 2 e 5)
- Kate O'Mara - Jackie Stone (série 3 e 5)

## Convidados especiais
Aparecem nesta série muitas personalidades e celebridades, desempenhando, normalmente, o papel de si próprios.
| - Sylvia Anderson - Christopher Biggins - Helena Bonham Carter - Jo Brand - Fern Britton - Emma Bunton - Naomi Campbell - Terence Conran - Marcella Detroit - Sacha Distel - Minnie Driver - Britt Ekland | - Marianne Faithfull - Mariella Frostrup - Erin O'Connor - Stephen Gately - Jean-Paul Gaultier - Whoopi Goldberg - Richard E Grant - Germaine Greer - Debbie Harry - Tom Hollander - Sir Elton John - Christian Lacroix | - Nathan Lane - Leigh Lawson - Lulu - Suzy Menkes - Graham Norton - Crispin Bonham Carter - Kate O'Mara - Bruce Oldfield - Anita Pallenberg - Suzi Quatro - Zandra Rhodes | - Mandy Rice-Davies - Richard and Judy - Stephen Gately - Kristin Scott Thomas - Meera Syal - Twiggy - Rufus Wainwright - Ruby Wax - Dale Winton - Daniela Denby-Ashe - Robert Lindsay |  |

## DVD

### Em Portugal
- 2008 - Caixa com 7 discos:
  - Absolutely Fabulous. Série 1
  - Absolutely Fabulous. Série 2
  - Absolutely Fabulous. Série 3
  - Absolutely Fabulous. Série 4
  - Absolutely Fabulous. Série 5
  - Série Especial (Longa-metragem, título: Gay)
  - Série Especial Natal